# كيني درو
كيني درو (بالإنجليزية: Kenny Drew)‏ هو عازف جاز وعازف بيانو أمريكي، ولد في 28 أغسطس 1928 في نيويورك في الولايات المتحدة، وتوفي في 4 أغسطس 1993 في كوبنهاغن في الدنمارك.

## وصلات خارجية
- كيني درو على موقع IMDb (الإنجليزية)
- كيني درو على موقع ميوزك برينز (الإنجليزية)
- كيني درو على موقع أول ميوزيك (الإنجليزية)
- كيني درو على موقع ديسكوغز (الإنجليزية)
- كيني درو على موقع قاعدة بيانات الفيلم (الإنجليزية)